# Meital Sumkin
Meital Maayan Sumkin (en hebreo: מיטל מעיין סומקין‎; 17 de abril de 2009) es una deportista israelí que compite en gimnasia rítmica, en la modalidad individual. Ganó tres medallas en el Campeonato Europeo de Gimnasia Rítmica de 2025, plata en la prueba de cinta y bronce en las pruebas de pelota y equipo.

## Palmarés internacional
| Campeonato Europeo | Campeonato Europeo | Campeonato Europeo | Campeonato Europeo |
| Año                | Lugar              | Medalla            | Prueba             |
| ------------------ | ------------------ | ------------------ | ------------------ |
| 2025               | Tallin (Estonia)   | Medalla de plata   | Cinta              |
| 2025               | Tallin (Estonia)   | Medalla de bronce  | Pelota             |
| 2025               | Tallin (Estonia)   | Medalla de bronce  | Equipo             |